# (III.) Tudhalijasz
Tudhalijasz herceg, akit sokszor ifjabb Tudhalijasz néven neveznek, a hettita történelem rejtélyes alakja. Egyaránt lehet II. Hattuszilisz és II. Tudhalijasz fia is, bár az utóbbi talán valószínűbb. Nem tudni, hogy ténylegesen uralkodott-e, vagy ha igen, akkor mikor, ki után és előtt.
Néhány hettita felirat Tudhalijasz, a gyermek kifejezéssel utal rá, ez értelmezhető fiatal(abb)ként is. A nemesség és I. Szuppiluliumasz nem sokkal halála előtt tett esküt neki, amellyel elismert trónörökössé vált. A hadsereg tisztjeinek összeesküvése vetett véget életének. A lázadás azért tört ki, mert Hatti az összeomlás határán volt: a kaszkák Hattuszaszt ostromolták, Arzava nyugaton, Hajasza-Acci pedig északkeleten lendült támadásba. E támadásokat végül Szuppiluliumasz verte vissza.
II. Murszilisz szövegeinek lehetséges olyan értelmezése, hogy Hatti nyomorúságos állapotát, a betegségeket (pestisjárvány) az istenek azért küldték, hogy ifjabb Tudhalijasz halálát és I. Szuppiluliumasz ily módon megvalósuló trónbitorlását megbosszulják. Ez a CTH#378 számú, Első járványima címen ismert dokumentum.